# Jason Garfield
Jason Garfield (* 9. August 1974 in Connecticut) ist ein Profi-Jongleur und der Gründer und Präsident der World Juggling Federation (WJF).
Garfield wirbt dafür, dass Jonglieren als Sportart anerkannt wird. Er argumentiert gegen die Vorstellung, dass Jonglieren insbesondere von Clowns und anderen Zirkusartisten aufgeführt wird. Garfields Bühnenauftritte werden als Mischung aus Stand-up-Comedy und Jonglage-Routinen angesehen.
Garfield gewann zwei Mal die Meisterschaft der International Jugglers’ Association.

## Erfolge
- 1988 – 1. Platz, IJA Juniors Championships
- 1998 – 1. Platz, IJA Championships, Individuals
- 2000 – 2. Platz, IJA Championships, Individuals
- 2002 – 1. Platz, IJA Championships, Individuals
- 2004 – WJF Championships, Advanced Ball Champion